# Левитина, Наталья Вениаминовна
Наталья Вениаминовна Левитина (род. 27 марта 1937) — советский звукооператор. Звукооператор высшей категории, член Союза кинематографистов РФ.

## Биография
Наталья Вениаминовна Левитина родилась 27 марта 1937 года.
С 1970 года по 1989 год — штатный звукооператор киностудии «Ленфильм».
Работала с такими известными режиссёрами-постановщиками, как Анатолий Граник Двенадцать месяцев (1972) и Умные вещи (1973), Геннадий Полока Одиножды один (1974), Сергей Микаэлян Вдовы (1976) и Влюблён по собственному желанию (1982), Наум Бирман Сирано де Бержерак (1989). Была звукооператором на восьми картинах Виктора Трегубовича: Обратная связь (1977), Уходя — уходи (1978), Путешествие в другой город (1979), Трижды о любви (1981), Магистраль (1983), Прохиндиада, или Бег на месте (1984), Вот моя деревня… (1985), Башня (1987).
Доцент кафедры звукорежиссуры Санкт-Петербургского государственного университета кино и телевидения.

## Фильмография
1. 1970 — Секундомер (Режиссёр-постановщик: Резо Эсадзе)
2. 1972 — Двенадцать месяцев (ТВ) (Режиссёр-постановщик: Анатолий Граник)
3. 1972 — Синие зайцы (Режиссёр-постановщик: Виталий Аксёнов)
4. 1973 — Умные вещи (ТВ) (Режиссёр-постановщик: Анатолий Граник)
5. 1974 — Одиножды один (Режиссёр-постановщик: Геннадий Полока)
6. 1976 — Вдовы (Режиссёр-постановщик: Сергей Микаэлян)
7. 1977 — Обратная связь (Режиссёр-постановщик: Виктор Трегубович)
8. 1978 — Двое в новом доме (Режиссёр-постановщик: Тофик Шахвердиев)
9. 1978 — Уходя — уходи (Режиссёр-постановщик: Виктор Трегубович)
10. 1979 — Путешествие в другой город (Режиссёр-постановщик: Виктор Трегубович)
11. 1980 — Холостяки (короткометражный) (Режиссёр-постановщик: Михаил Никитин)
12. 1981 — Тайна синих гор (Режиссёр-постановщик: Асхаб Абакаров)
13. 1981 — Трижды о любви (Режиссёр-постановщик: Виктор Трегубович)
14. 1982 — Влюблён по собственному желанию (Режиссёр-постановщик: Сергей Микаэлян)
15. 1983 — Каждый десятый (Режиссёр-постановщик: Михаил Ордовский)
16. 1983 — Магистраль (Режиссёр-постановщик: Виктор Трегубович)
17. 1984 — Прохиндиада, или Бег на месте (Режиссёр-постановщик: Виктор Трегубович)
18. 1985 — Вот моя деревня… (Режиссёр-постановщик: Виктор Трегубович)
19. 1986 — За Ветлугой рекой (ТВ) (Режиссёр-постановщик: Сергей Линков)
20. 1987 — Башня (Режиссёр-постановщик: Виктор Трегубович)
21. 1989 — Канувшее время (Режиссёр-постановщик: Соломон Шустер)
22. 1989 — Сирано де Бержерак (Режиссёр-постановщик: Наум Бирман)
23. 2002 — Агентство «Золотая Пуля»  (ТВ) (Режиссёр-постановщик: Евгений Иванов)

## Признание и награды
Работала звукооператором на фильме, получившем признание в СССР и за рубежом:
- 1982 — Влюблён по собственному желанию — Главная премия фильму на XVI ВКФ (1983); Четыре медали на ежегодных Кошалинских встречах «Молодежь и кино» в ПНР (1983).